# Liste der Baudenkmale im Landkreis Hameln-Pyrmont
Die Liste der Baudenkmale im Landkreis Hameln-Pyrmont enthält die nach dem Niedersächsischen Denkmalschutzgesetz geschützten Baudenkmale im niedersächsischen Landkreis Hameln-Pyrmont. 
Im Zuständigkeitsbereich des Landkreises Hameln-Pyrmont gibt es etwa 1500 denkmalgeschützte Gebäude, in der Stadt Hameln etwa 890.
Der Übersicht und Länge halber ist die Liste nach den Städten und Gemeinden des Landkreises separiert. Diese Einteilung findet sich in der folgenden Tabelle, in der zu jedem Eintrag, soweit möglich, ein exemplarisches Foto eines Baudenkmals aus der jeweiligen Stadt oder Gemeinde zu finden ist.
| Bild                      | Stadt/Gemeinde        | Karte | Liste                                          | Ortsteile |
| ------------------------- | --------------------- | ----- | ---------------------------------------------- | --------- |
| Schloss Schwöbber         | Aerzen                |       | Liste der Baudenkmale in Aerzen                |           |
| Altes Rathaus             | Bad Münder am Deister |       | Liste der Baudenkmale in Bad Münder am Deister |           |
| Wasserschloss             | Bad Pyrmont           |       | Liste der Baudenkmale in Bad Pyrmont           |           |
| Altes Forstamt            | Coppenbrügge          |       | Liste der Baudenkmale in Coppenbrügge          |           |
| Schloss Hämelschenburg    | Emmerthal             |       | Liste der Baudenkmale in Emmerthal             |           |
| Hochzeitshaus             | Hameln                |       | Liste der Baudenkmale in Hameln                | Altstadt  |
| Stiftskirche zu Fischbeck | Hessisch Oldendorf    |       | Liste der Baudenkmale in Hessisch Oldendorf    |           |
| Kirche Ockensen           | Salzhemmendorf        |       | Liste der Baudenkmale in Salzhemmendorf        |           |